# Estação Sukharevskaia
Sukharevskaia (em russo:  Сухаревская) é uma das estações da linha Kalujsko-Rijskaia (Linha 6) do Metro de Moscovo, na Rússia. Estação «Sukharevskaia» está localizada entre as estações «Turguenevskaia» e «Prospekt Mira».